# Матч за звание чемпиона мира по шахматам 1910 (Ласкер — Яновский)
Матч на первенство мира по шахматам между Эмануилом Ласкером и Давидом Яновским проходил с 8 ноября по 8 декабря 1910 года в Берлине.
Матч игрался до 8 побед. Ласкер одержал убедительную победу со счётом 8:0 (при 3 ничьих) и сохранил звание чемпиона мира. Это был последний матч за звание чемпиона мира до Первой мировой войны. Следующий матч прошёл только в 1921 году в Гаване — столице Республики Куба. Победу над Ласкером одержал кубинец Хосе Рауль Капабланка, прекратив его 27-летнее первенство в поединках за шахматную корону.

## Таблица матча
| № | Участники      | 1 | 2 | 3 | 4 | 5 | 6 | 7 | 8 | 9 | 10 | 11 | Очки |
| - | -------------- | - | - | - | - | - | - | - | - | - | -- | -- | ---- |
| 1 | Эмануил Ласкер | 1 | ½ | ½ | 1 | 1 | ½ | 1 | 1 | 1 | 1  | 1  | 9½   |
| 2 | Давид Яновский | 0 | ½ | ½ | 0 | 0 | ½ | 0 | 0 | 0 | 0  | 0  | 1½   |

## Примечательные партии

### Ласкер — Яновский
|   | a | b | c | d | e | f | g | h |   |
| - | --- | --- | --- | --- | --- | --- | --- | --- | - |
| 8 | c8 чёрный король · d8 чёрная ладья · h8 чёрная ладья · a7 чёрная пешка · b7 чёрная пешка · e7 чёрный слон · f7 чёрная пешка · g7 чёрная пешка · h7 чёрная пешка · c6 чёрный конь · e6 чёрный слон · b5 белый конь · b4 белая пешка · d4 белый конь · a3 белая пешка · c3 белая ладья · e3 чёрный ферзь · e2 белый слон · g2 белая пешка · h2 белая пешка · d1 белый ферзь · e1 белый король · h1 белая ладья | c8 чёрный король · d8 чёрная ладья · h8 чёрная ладья · a7 чёрная пешка · b7 чёрная пешка · e7 чёрный слон · f7 чёрная пешка · g7 чёрная пешка · h7 чёрная пешка · c6 чёрный конь · e6 чёрный слон · b5 белый конь · b4 белая пешка · d4 белый конь · a3 белая пешка · c3 белая ладья · e3 чёрный ферзь · e2 белый слон · g2 белая пешка · h2 белая пешка · d1 белый ферзь · e1 белый король · h1 белая ладья | c8 чёрный король · d8 чёрная ладья · h8 чёрная ладья · a7 чёрная пешка · b7 чёрная пешка · e7 чёрный слон · f7 чёрная пешка · g7 чёрная пешка · h7 чёрная пешка · c6 чёрный конь · e6 чёрный слон · b5 белый конь · b4 белая пешка · d4 белый конь · a3 белая пешка · c3 белая ладья · e3 чёрный ферзь · e2 белый слон · g2 белая пешка · h2 белая пешка · d1 белый ферзь · e1 белый король · h1 белая ладья | c8 чёрный король · d8 чёрная ладья · h8 чёрная ладья · a7 чёрная пешка · b7 чёрная пешка · e7 чёрный слон · f7 чёрная пешка · g7 чёрная пешка · h7 чёрная пешка · c6 чёрный конь · e6 чёрный слон · b5 белый конь · b4 белая пешка · d4 белый конь · a3 белая пешка · c3 белая ладья · e3 чёрный ферзь · e2 белый слон · g2 белая пешка · h2 белая пешка · d1 белый ферзь · e1 белый король · h1 белая ладья | c8 чёрный король · d8 чёрная ладья · h8 чёрная ладья · a7 чёрная пешка · b7 чёрная пешка · e7 чёрный слон · f7 чёрная пешка · g7 чёрная пешка · h7 чёрная пешка · c6 чёрный конь · e6 чёрный слон · b5 белый конь · b4 белая пешка · d4 белый конь · a3 белая пешка · c3 белая ладья · e3 чёрный ферзь · e2 белый слон · g2 белая пешка · h2 белая пешка · d1 белый ферзь · e1 белый король · h1 белая ладья | c8 чёрный король · d8 чёрная ладья · h8 чёрная ладья · a7 чёрная пешка · b7 чёрная пешка · e7 чёрный слон · f7 чёрная пешка · g7 чёрная пешка · h7 чёрная пешка · c6 чёрный конь · e6 чёрный слон · b5 белый конь · b4 белая пешка · d4 белый конь · a3 белая пешка · c3 белая ладья · e3 чёрный ферзь · e2 белый слон · g2 белая пешка · h2 белая пешка · d1 белый ферзь · e1 белый король · h1 белая ладья | c8 чёрный король · d8 чёрная ладья · h8 чёрная ладья · a7 чёрная пешка · b7 чёрная пешка · e7 чёрный слон · f7 чёрная пешка · g7 чёрная пешка · h7 чёрная пешка · c6 чёрный конь · e6 чёрный слон · b5 белый конь · b4 белая пешка · d4 белый конь · a3 белая пешка · c3 белая ладья · e3 чёрный ферзь · e2 белый слон · g2 белая пешка · h2 белая пешка · d1 белый ферзь · e1 белый король · h1 белая ладья | c8 чёрный король · d8 чёрная ладья · h8 чёрная ладья · a7 чёрная пешка · b7 чёрная пешка · e7 чёрный слон · f7 чёрная пешка · g7 чёрная пешка · h7 чёрная пешка · c6 чёрный конь · e6 чёрный слон · b5 белый конь · b4 белая пешка · d4 белый конь · a3 белая пешка · c3 белая ладья · e3 чёрный ферзь · e2 белый слон · g2 белая пешка · h2 белая пешка · d1 белый ферзь · e1 белый король · h1 белая ладья | 8 |
| 7 | c8 чёрный король · d8 чёрная ладья · h8 чёрная ладья · a7 чёрная пешка · b7 чёрная пешка · e7 чёрный слон · f7 чёрная пешка · g7 чёрная пешка · h7 чёрная пешка · c6 чёрный конь · e6 чёрный слон · b5 белый конь · b4 белая пешка · d4 белый конь · a3 белая пешка · c3 белая ладья · e3 чёрный ферзь · e2 белый слон · g2 белая пешка · h2 белая пешка · d1 белый ферзь · e1 белый король · h1 белая ладья | c8 чёрный король · d8 чёрная ладья · h8 чёрная ладья · a7 чёрная пешка · b7 чёрная пешка · e7 чёрный слон · f7 чёрная пешка · g7 чёрная пешка · h7 чёрная пешка · c6 чёрный конь · e6 чёрный слон · b5 белый конь · b4 белая пешка · d4 белый конь · a3 белая пешка · c3 белая ладья · e3 чёрный ферзь · e2 белый слон · g2 белая пешка · h2 белая пешка · d1 белый ферзь · e1 белый король · h1 белая ладья | c8 чёрный король · d8 чёрная ладья · h8 чёрная ладья · a7 чёрная пешка · b7 чёрная пешка · e7 чёрный слон · f7 чёрная пешка · g7 чёрная пешка · h7 чёрная пешка · c6 чёрный конь · e6 чёрный слон · b5 белый конь · b4 белая пешка · d4 белый конь · a3 белая пешка · c3 белая ладья · e3 чёрный ферзь · e2 белый слон · g2 белая пешка · h2 белая пешка · d1 белый ферзь · e1 белый король · h1 белая ладья | c8 чёрный король · d8 чёрная ладья · h8 чёрная ладья · a7 чёрная пешка · b7 чёрная пешка · e7 чёрный слон · f7 чёрная пешка · g7 чёрная пешка · h7 чёрная пешка · c6 чёрный конь · e6 чёрный слон · b5 белый конь · b4 белая пешка · d4 белый конь · a3 белая пешка · c3 белая ладья · e3 чёрный ферзь · e2 белый слон · g2 белая пешка · h2 белая пешка · d1 белый ферзь · e1 белый король · h1 белая ладья | c8 чёрный король · d8 чёрная ладья · h8 чёрная ладья · a7 чёрная пешка · b7 чёрная пешка · e7 чёрный слон · f7 чёрная пешка · g7 чёрная пешка · h7 чёрная пешка · c6 чёрный конь · e6 чёрный слон · b5 белый конь · b4 белая пешка · d4 белый конь · a3 белая пешка · c3 белая ладья · e3 чёрный ферзь · e2 белый слон · g2 белая пешка · h2 белая пешка · d1 белый ферзь · e1 белый король · h1 белая ладья | c8 чёрный король · d8 чёрная ладья · h8 чёрная ладья · a7 чёрная пешка · b7 чёрная пешка · e7 чёрный слон · f7 чёрная пешка · g7 чёрная пешка · h7 чёрная пешка · c6 чёрный конь · e6 чёрный слон · b5 белый конь · b4 белая пешка · d4 белый конь · a3 белая пешка · c3 белая ладья · e3 чёрный ферзь · e2 белый слон · g2 белая пешка · h2 белая пешка · d1 белый ферзь · e1 белый король · h1 белая ладья | c8 чёрный король · d8 чёрная ладья · h8 чёрная ладья · a7 чёрная пешка · b7 чёрная пешка · e7 чёрный слон · f7 чёрная пешка · g7 чёрная пешка · h7 чёрная пешка · c6 чёрный конь · e6 чёрный слон · b5 белый конь · b4 белая пешка · d4 белый конь · a3 белая пешка · c3 белая ладья · e3 чёрный ферзь · e2 белый слон · g2 белая пешка · h2 белая пешка · d1 белый ферзь · e1 белый король · h1 белая ладья | c8 чёрный король · d8 чёрная ладья · h8 чёрная ладья · a7 чёрная пешка · b7 чёрная пешка · e7 чёрный слон · f7 чёрная пешка · g7 чёрная пешка · h7 чёрная пешка · c6 чёрный конь · e6 чёрный слон · b5 белый конь · b4 белая пешка · d4 белый конь · a3 белая пешка · c3 белая ладья · e3 чёрный ферзь · e2 белый слон · g2 белая пешка · h2 белая пешка · d1 белый ферзь · e1 белый король · h1 белая ладья | 7 |
| 6 | c8 чёрный король · d8 чёрная ладья · h8 чёрная ладья · a7 чёрная пешка · b7 чёрная пешка · e7 чёрный слон · f7 чёрная пешка · g7 чёрная пешка · h7 чёрная пешка · c6 чёрный конь · e6 чёрный слон · b5 белый конь · b4 белая пешка · d4 белый конь · a3 белая пешка · c3 белая ладья · e3 чёрный ферзь · e2 белый слон · g2 белая пешка · h2 белая пешка · d1 белый ферзь · e1 белый король · h1 белая ладья | c8 чёрный король · d8 чёрная ладья · h8 чёрная ладья · a7 чёрная пешка · b7 чёрная пешка · e7 чёрный слон · f7 чёрная пешка · g7 чёрная пешка · h7 чёрная пешка · c6 чёрный конь · e6 чёрный слон · b5 белый конь · b4 белая пешка · d4 белый конь · a3 белая пешка · c3 белая ладья · e3 чёрный ферзь · e2 белый слон · g2 белая пешка · h2 белая пешка · d1 белый ферзь · e1 белый король · h1 белая ладья | c8 чёрный король · d8 чёрная ладья · h8 чёрная ладья · a7 чёрная пешка · b7 чёрная пешка · e7 чёрный слон · f7 чёрная пешка · g7 чёрная пешка · h7 чёрная пешка · c6 чёрный конь · e6 чёрный слон · b5 белый конь · b4 белая пешка · d4 белый конь · a3 белая пешка · c3 белая ладья · e3 чёрный ферзь · e2 белый слон · g2 белая пешка · h2 белая пешка · d1 белый ферзь · e1 белый король · h1 белая ладья | c8 чёрный король · d8 чёрная ладья · h8 чёрная ладья · a7 чёрная пешка · b7 чёрная пешка · e7 чёрный слон · f7 чёрная пешка · g7 чёрная пешка · h7 чёрная пешка · c6 чёрный конь · e6 чёрный слон · b5 белый конь · b4 белая пешка · d4 белый конь · a3 белая пешка · c3 белая ладья · e3 чёрный ферзь · e2 белый слон · g2 белая пешка · h2 белая пешка · d1 белый ферзь · e1 белый король · h1 белая ладья | c8 чёрный король · d8 чёрная ладья · h8 чёрная ладья · a7 чёрная пешка · b7 чёрная пешка · e7 чёрный слон · f7 чёрная пешка · g7 чёрная пешка · h7 чёрная пешка · c6 чёрный конь · e6 чёрный слон · b5 белый конь · b4 белая пешка · d4 белый конь · a3 белая пешка · c3 белая ладья · e3 чёрный ферзь · e2 белый слон · g2 белая пешка · h2 белая пешка · d1 белый ферзь · e1 белый король · h1 белая ладья | c8 чёрный король · d8 чёрная ладья · h8 чёрная ладья · a7 чёрная пешка · b7 чёрная пешка · e7 чёрный слон · f7 чёрная пешка · g7 чёрная пешка · h7 чёрная пешка · c6 чёрный конь · e6 чёрный слон · b5 белый конь · b4 белая пешка · d4 белый конь · a3 белая пешка · c3 белая ладья · e3 чёрный ферзь · e2 белый слон · g2 белая пешка · h2 белая пешка · d1 белый ферзь · e1 белый король · h1 белая ладья | c8 чёрный король · d8 чёрная ладья · h8 чёрная ладья · a7 чёрная пешка · b7 чёрная пешка · e7 чёрный слон · f7 чёрная пешка · g7 чёрная пешка · h7 чёрная пешка · c6 чёрный конь · e6 чёрный слон · b5 белый конь · b4 белая пешка · d4 белый конь · a3 белая пешка · c3 белая ладья · e3 чёрный ферзь · e2 белый слон · g2 белая пешка · h2 белая пешка · d1 белый ферзь · e1 белый король · h1 белая ладья | c8 чёрный король · d8 чёрная ладья · h8 чёрная ладья · a7 чёрная пешка · b7 чёрная пешка · e7 чёрный слон · f7 чёрная пешка · g7 чёрная пешка · h7 чёрная пешка · c6 чёрный конь · e6 чёрный слон · b5 белый конь · b4 белая пешка · d4 белый конь · a3 белая пешка · c3 белая ладья · e3 чёрный ферзь · e2 белый слон · g2 белая пешка · h2 белая пешка · d1 белый ферзь · e1 белый король · h1 белая ладья | 6 |
| 5 | c8 чёрный король · d8 чёрная ладья · h8 чёрная ладья · a7 чёрная пешка · b7 чёрная пешка · e7 чёрный слон · f7 чёрная пешка · g7 чёрная пешка · h7 чёрная пешка · c6 чёрный конь · e6 чёрный слон · b5 белый конь · b4 белая пешка · d4 белый конь · a3 белая пешка · c3 белая ладья · e3 чёрный ферзь · e2 белый слон · g2 белая пешка · h2 белая пешка · d1 белый ферзь · e1 белый король · h1 белая ладья | c8 чёрный король · d8 чёрная ладья · h8 чёрная ладья · a7 чёрная пешка · b7 чёрная пешка · e7 чёрный слон · f7 чёрная пешка · g7 чёрная пешка · h7 чёрная пешка · c6 чёрный конь · e6 чёрный слон · b5 белый конь · b4 белая пешка · d4 белый конь · a3 белая пешка · c3 белая ладья · e3 чёрный ферзь · e2 белый слон · g2 белая пешка · h2 белая пешка · d1 белый ферзь · e1 белый король · h1 белая ладья | c8 чёрный король · d8 чёрная ладья · h8 чёрная ладья · a7 чёрная пешка · b7 чёрная пешка · e7 чёрный слон · f7 чёрная пешка · g7 чёрная пешка · h7 чёрная пешка · c6 чёрный конь · e6 чёрный слон · b5 белый конь · b4 белая пешка · d4 белый конь · a3 белая пешка · c3 белая ладья · e3 чёрный ферзь · e2 белый слон · g2 белая пешка · h2 белая пешка · d1 белый ферзь · e1 белый король · h1 белая ладья | c8 чёрный король · d8 чёрная ладья · h8 чёрная ладья · a7 чёрная пешка · b7 чёрная пешка · e7 чёрный слон · f7 чёрная пешка · g7 чёрная пешка · h7 чёрная пешка · c6 чёрный конь · e6 чёрный слон · b5 белый конь · b4 белая пешка · d4 белый конь · a3 белая пешка · c3 белая ладья · e3 чёрный ферзь · e2 белый слон · g2 белая пешка · h2 белая пешка · d1 белый ферзь · e1 белый король · h1 белая ладья | c8 чёрный король · d8 чёрная ладья · h8 чёрная ладья · a7 чёрная пешка · b7 чёрная пешка · e7 чёрный слон · f7 чёрная пешка · g7 чёрная пешка · h7 чёрная пешка · c6 чёрный конь · e6 чёрный слон · b5 белый конь · b4 белая пешка · d4 белый конь · a3 белая пешка · c3 белая ладья · e3 чёрный ферзь · e2 белый слон · g2 белая пешка · h2 белая пешка · d1 белый ферзь · e1 белый король · h1 белая ладья | c8 чёрный король · d8 чёрная ладья · h8 чёрная ладья · a7 чёрная пешка · b7 чёрная пешка · e7 чёрный слон · f7 чёрная пешка · g7 чёрная пешка · h7 чёрная пешка · c6 чёрный конь · e6 чёрный слон · b5 белый конь · b4 белая пешка · d4 белый конь · a3 белая пешка · c3 белая ладья · e3 чёрный ферзь · e2 белый слон · g2 белая пешка · h2 белая пешка · d1 белый ферзь · e1 белый король · h1 белая ладья | c8 чёрный король · d8 чёрная ладья · h8 чёрная ладья · a7 чёрная пешка · b7 чёрная пешка · e7 чёрный слон · f7 чёрная пешка · g7 чёрная пешка · h7 чёрная пешка · c6 чёрный конь · e6 чёрный слон · b5 белый конь · b4 белая пешка · d4 белый конь · a3 белая пешка · c3 белая ладья · e3 чёрный ферзь · e2 белый слон · g2 белая пешка · h2 белая пешка · d1 белый ферзь · e1 белый король · h1 белая ладья | c8 чёрный король · d8 чёрная ладья · h8 чёрная ладья · a7 чёрная пешка · b7 чёрная пешка · e7 чёрный слон · f7 чёрная пешка · g7 чёрная пешка · h7 чёрная пешка · c6 чёрный конь · e6 чёрный слон · b5 белый конь · b4 белая пешка · d4 белый конь · a3 белая пешка · c3 белая ладья · e3 чёрный ферзь · e2 белый слон · g2 белая пешка · h2 белая пешка · d1 белый ферзь · e1 белый король · h1 белая ладья | 5 |
| 4 | c8 чёрный король · d8 чёрная ладья · h8 чёрная ладья · a7 чёрная пешка · b7 чёрная пешка · e7 чёрный слон · f7 чёрная пешка · g7 чёрная пешка · h7 чёрная пешка · c6 чёрный конь · e6 чёрный слон · b5 белый конь · b4 белая пешка · d4 белый конь · a3 белая пешка · c3 белая ладья · e3 чёрный ферзь · e2 белый слон · g2 белая пешка · h2 белая пешка · d1 белый ферзь · e1 белый король · h1 белая ладья | c8 чёрный король · d8 чёрная ладья · h8 чёрная ладья · a7 чёрная пешка · b7 чёрная пешка · e7 чёрный слон · f7 чёрная пешка · g7 чёрная пешка · h7 чёрная пешка · c6 чёрный конь · e6 чёрный слон · b5 белый конь · b4 белая пешка · d4 белый конь · a3 белая пешка · c3 белая ладья · e3 чёрный ферзь · e2 белый слон · g2 белая пешка · h2 белая пешка · d1 белый ферзь · e1 белый король · h1 белая ладья | c8 чёрный король · d8 чёрная ладья · h8 чёрная ладья · a7 чёрная пешка · b7 чёрная пешка · e7 чёрный слон · f7 чёрная пешка · g7 чёрная пешка · h7 чёрная пешка · c6 чёрный конь · e6 чёрный слон · b5 белый конь · b4 белая пешка · d4 белый конь · a3 белая пешка · c3 белая ладья · e3 чёрный ферзь · e2 белый слон · g2 белая пешка · h2 белая пешка · d1 белый ферзь · e1 белый король · h1 белая ладья | c8 чёрный король · d8 чёрная ладья · h8 чёрная ладья · a7 чёрная пешка · b7 чёрная пешка · e7 чёрный слон · f7 чёрная пешка · g7 чёрная пешка · h7 чёрная пешка · c6 чёрный конь · e6 чёрный слон · b5 белый конь · b4 белая пешка · d4 белый конь · a3 белая пешка · c3 белая ладья · e3 чёрный ферзь · e2 белый слон · g2 белая пешка · h2 белая пешка · d1 белый ферзь · e1 белый король · h1 белая ладья | c8 чёрный король · d8 чёрная ладья · h8 чёрная ладья · a7 чёрная пешка · b7 чёрная пешка · e7 чёрный слон · f7 чёрная пешка · g7 чёрная пешка · h7 чёрная пешка · c6 чёрный конь · e6 чёрный слон · b5 белый конь · b4 белая пешка · d4 белый конь · a3 белая пешка · c3 белая ладья · e3 чёрный ферзь · e2 белый слон · g2 белая пешка · h2 белая пешка · d1 белый ферзь · e1 белый король · h1 белая ладья | c8 чёрный король · d8 чёрная ладья · h8 чёрная ладья · a7 чёрная пешка · b7 чёрная пешка · e7 чёрный слон · f7 чёрная пешка · g7 чёрная пешка · h7 чёрная пешка · c6 чёрный конь · e6 чёрный слон · b5 белый конь · b4 белая пешка · d4 белый конь · a3 белая пешка · c3 белая ладья · e3 чёрный ферзь · e2 белый слон · g2 белая пешка · h2 белая пешка · d1 белый ферзь · e1 белый король · h1 белая ладья | c8 чёрный король · d8 чёрная ладья · h8 чёрная ладья · a7 чёрная пешка · b7 чёрная пешка · e7 чёрный слон · f7 чёрная пешка · g7 чёрная пешка · h7 чёрная пешка · c6 чёрный конь · e6 чёрный слон · b5 белый конь · b4 белая пешка · d4 белый конь · a3 белая пешка · c3 белая ладья · e3 чёрный ферзь · e2 белый слон · g2 белая пешка · h2 белая пешка · d1 белый ферзь · e1 белый король · h1 белая ладья | c8 чёрный король · d8 чёрная ладья · h8 чёрная ладья · a7 чёрная пешка · b7 чёрная пешка · e7 чёрный слон · f7 чёрная пешка · g7 чёрная пешка · h7 чёрная пешка · c6 чёрный конь · e6 чёрный слон · b5 белый конь · b4 белая пешка · d4 белый конь · a3 белая пешка · c3 белая ладья · e3 чёрный ферзь · e2 белый слон · g2 белая пешка · h2 белая пешка · d1 белый ферзь · e1 белый король · h1 белая ладья | 4 |
| 3 | c8 чёрный король · d8 чёрная ладья · h8 чёрная ладья · a7 чёрная пешка · b7 чёрная пешка · e7 чёрный слон · f7 чёрная пешка · g7 чёрная пешка · h7 чёрная пешка · c6 чёрный конь · e6 чёрный слон · b5 белый конь · b4 белая пешка · d4 белый конь · a3 белая пешка · c3 белая ладья · e3 чёрный ферзь · e2 белый слон · g2 белая пешка · h2 белая пешка · d1 белый ферзь · e1 белый король · h1 белая ладья | c8 чёрный король · d8 чёрная ладья · h8 чёрная ладья · a7 чёрная пешка · b7 чёрная пешка · e7 чёрный слон · f7 чёрная пешка · g7 чёрная пешка · h7 чёрная пешка · c6 чёрный конь · e6 чёрный слон · b5 белый конь · b4 белая пешка · d4 белый конь · a3 белая пешка · c3 белая ладья · e3 чёрный ферзь · e2 белый слон · g2 белая пешка · h2 белая пешка · d1 белый ферзь · e1 белый король · h1 белая ладья | c8 чёрный король · d8 чёрная ладья · h8 чёрная ладья · a7 чёрная пешка · b7 чёрная пешка · e7 чёрный слон · f7 чёрная пешка · g7 чёрная пешка · h7 чёрная пешка · c6 чёрный конь · e6 чёрный слон · b5 белый конь · b4 белая пешка · d4 белый конь · a3 белая пешка · c3 белая ладья · e3 чёрный ферзь · e2 белый слон · g2 белая пешка · h2 белая пешка · d1 белый ферзь · e1 белый король · h1 белая ладья | c8 чёрный король · d8 чёрная ладья · h8 чёрная ладья · a7 чёрная пешка · b7 чёрная пешка · e7 чёрный слон · f7 чёрная пешка · g7 чёрная пешка · h7 чёрная пешка · c6 чёрный конь · e6 чёрный слон · b5 белый конь · b4 белая пешка · d4 белый конь · a3 белая пешка · c3 белая ладья · e3 чёрный ферзь · e2 белый слон · g2 белая пешка · h2 белая пешка · d1 белый ферзь · e1 белый король · h1 белая ладья | c8 чёрный король · d8 чёрная ладья · h8 чёрная ладья · a7 чёрная пешка · b7 чёрная пешка · e7 чёрный слон · f7 чёрная пешка · g7 чёрная пешка · h7 чёрная пешка · c6 чёрный конь · e6 чёрный слон · b5 белый конь · b4 белая пешка · d4 белый конь · a3 белая пешка · c3 белая ладья · e3 чёрный ферзь · e2 белый слон · g2 белая пешка · h2 белая пешка · d1 белый ферзь · e1 белый король · h1 белая ладья | c8 чёрный король · d8 чёрная ладья · h8 чёрная ладья · a7 чёрная пешка · b7 чёрная пешка · e7 чёрный слон · f7 чёрная пешка · g7 чёрная пешка · h7 чёрная пешка · c6 чёрный конь · e6 чёрный слон · b5 белый конь · b4 белая пешка · d4 белый конь · a3 белая пешка · c3 белая ладья · e3 чёрный ферзь · e2 белый слон · g2 белая пешка · h2 белая пешка · d1 белый ферзь · e1 белый король · h1 белая ладья | c8 чёрный король · d8 чёрная ладья · h8 чёрная ладья · a7 чёрная пешка · b7 чёрная пешка · e7 чёрный слон · f7 чёрная пешка · g7 чёрная пешка · h7 чёрная пешка · c6 чёрный конь · e6 чёрный слон · b5 белый конь · b4 белая пешка · d4 белый конь · a3 белая пешка · c3 белая ладья · e3 чёрный ферзь · e2 белый слон · g2 белая пешка · h2 белая пешка · d1 белый ферзь · e1 белый король · h1 белая ладья | c8 чёрный король · d8 чёрная ладья · h8 чёрная ладья · a7 чёрная пешка · b7 чёрная пешка · e7 чёрный слон · f7 чёрная пешка · g7 чёрная пешка · h7 чёрная пешка · c6 чёрный конь · e6 чёрный слон · b5 белый конь · b4 белая пешка · d4 белый конь · a3 белая пешка · c3 белая ладья · e3 чёрный ферзь · e2 белый слон · g2 белая пешка · h2 белая пешка · d1 белый ферзь · e1 белый король · h1 белая ладья | 3 |
| 2 | c8 чёрный король · d8 чёрная ладья · h8 чёрная ладья · a7 чёрная пешка · b7 чёрная пешка · e7 чёрный слон · f7 чёрная пешка · g7 чёрная пешка · h7 чёрная пешка · c6 чёрный конь · e6 чёрный слон · b5 белый конь · b4 белая пешка · d4 белый конь · a3 белая пешка · c3 белая ладья · e3 чёрный ферзь · e2 белый слон · g2 белая пешка · h2 белая пешка · d1 белый ферзь · e1 белый король · h1 белая ладья | c8 чёрный король · d8 чёрная ладья · h8 чёрная ладья · a7 чёрная пешка · b7 чёрная пешка · e7 чёрный слон · f7 чёрная пешка · g7 чёрная пешка · h7 чёрная пешка · c6 чёрный конь · e6 чёрный слон · b5 белый конь · b4 белая пешка · d4 белый конь · a3 белая пешка · c3 белая ладья · e3 чёрный ферзь · e2 белый слон · g2 белая пешка · h2 белая пешка · d1 белый ферзь · e1 белый король · h1 белая ладья | c8 чёрный король · d8 чёрная ладья · h8 чёрная ладья · a7 чёрная пешка · b7 чёрная пешка · e7 чёрный слон · f7 чёрная пешка · g7 чёрная пешка · h7 чёрная пешка · c6 чёрный конь · e6 чёрный слон · b5 белый конь · b4 белая пешка · d4 белый конь · a3 белая пешка · c3 белая ладья · e3 чёрный ферзь · e2 белый слон · g2 белая пешка · h2 белая пешка · d1 белый ферзь · e1 белый король · h1 белая ладья | c8 чёрный король · d8 чёрная ладья · h8 чёрная ладья · a7 чёрная пешка · b7 чёрная пешка · e7 чёрный слон · f7 чёрная пешка · g7 чёрная пешка · h7 чёрная пешка · c6 чёрный конь · e6 чёрный слон · b5 белый конь · b4 белая пешка · d4 белый конь · a3 белая пешка · c3 белая ладья · e3 чёрный ферзь · e2 белый слон · g2 белая пешка · h2 белая пешка · d1 белый ферзь · e1 белый король · h1 белая ладья | c8 чёрный король · d8 чёрная ладья · h8 чёрная ладья · a7 чёрная пешка · b7 чёрная пешка · e7 чёрный слон · f7 чёрная пешка · g7 чёрная пешка · h7 чёрная пешка · c6 чёрный конь · e6 чёрный слон · b5 белый конь · b4 белая пешка · d4 белый конь · a3 белая пешка · c3 белая ладья · e3 чёрный ферзь · e2 белый слон · g2 белая пешка · h2 белая пешка · d1 белый ферзь · e1 белый король · h1 белая ладья | c8 чёрный король · d8 чёрная ладья · h8 чёрная ладья · a7 чёрная пешка · b7 чёрная пешка · e7 чёрный слон · f7 чёрная пешка · g7 чёрная пешка · h7 чёрная пешка · c6 чёрный конь · e6 чёрный слон · b5 белый конь · b4 белая пешка · d4 белый конь · a3 белая пешка · c3 белая ладья · e3 чёрный ферзь · e2 белый слон · g2 белая пешка · h2 белая пешка · d1 белый ферзь · e1 белый король · h1 белая ладья | c8 чёрный король · d8 чёрная ладья · h8 чёрная ладья · a7 чёрная пешка · b7 чёрная пешка · e7 чёрный слон · f7 чёрная пешка · g7 чёрная пешка · h7 чёрная пешка · c6 чёрный конь · e6 чёрный слон · b5 белый конь · b4 белая пешка · d4 белый конь · a3 белая пешка · c3 белая ладья · e3 чёрный ферзь · e2 белый слон · g2 белая пешка · h2 белая пешка · d1 белый ферзь · e1 белый король · h1 белая ладья | c8 чёрный король · d8 чёрная ладья · h8 чёрная ладья · a7 чёрная пешка · b7 чёрная пешка · e7 чёрный слон · f7 чёрная пешка · g7 чёрная пешка · h7 чёрная пешка · c6 чёрный конь · e6 чёрный слон · b5 белый конь · b4 белая пешка · d4 белый конь · a3 белая пешка · c3 белая ладья · e3 чёрный ферзь · e2 белый слон · g2 белая пешка · h2 белая пешка · d1 белый ферзь · e1 белый король · h1 белая ладья | 2 |
| 1 | c8 чёрный король · d8 чёрная ладья · h8 чёрная ладья · a7 чёрная пешка · b7 чёрная пешка · e7 чёрный слон · f7 чёрная пешка · g7 чёрная пешка · h7 чёрная пешка · c6 чёрный конь · e6 чёрный слон · b5 белый конь · b4 белая пешка · d4 белый конь · a3 белая пешка · c3 белая ладья · e3 чёрный ферзь · e2 белый слон · g2 белая пешка · h2 белая пешка · d1 белый ферзь · e1 белый король · h1 белая ладья | c8 чёрный король · d8 чёрная ладья · h8 чёрная ладья · a7 чёрная пешка · b7 чёрная пешка · e7 чёрный слон · f7 чёрная пешка · g7 чёрная пешка · h7 чёрная пешка · c6 чёрный конь · e6 чёрный слон · b5 белый конь · b4 белая пешка · d4 белый конь · a3 белая пешка · c3 белая ладья · e3 чёрный ферзь · e2 белый слон · g2 белая пешка · h2 белая пешка · d1 белый ферзь · e1 белый король · h1 белая ладья | c8 чёрный король · d8 чёрная ладья · h8 чёрная ладья · a7 чёрная пешка · b7 чёрная пешка · e7 чёрный слон · f7 чёрная пешка · g7 чёрная пешка · h7 чёрная пешка · c6 чёрный конь · e6 чёрный слон · b5 белый конь · b4 белая пешка · d4 белый конь · a3 белая пешка · c3 белая ладья · e3 чёрный ферзь · e2 белый слон · g2 белая пешка · h2 белая пешка · d1 белый ферзь · e1 белый король · h1 белая ладья | c8 чёрный король · d8 чёрная ладья · h8 чёрная ладья · a7 чёрная пешка · b7 чёрная пешка · e7 чёрный слон · f7 чёрная пешка · g7 чёрная пешка · h7 чёрная пешка · c6 чёрный конь · e6 чёрный слон · b5 белый конь · b4 белая пешка · d4 белый конь · a3 белая пешка · c3 белая ладья · e3 чёрный ферзь · e2 белый слон · g2 белая пешка · h2 белая пешка · d1 белый ферзь · e1 белый король · h1 белая ладья | c8 чёрный король · d8 чёрная ладья · h8 чёрная ладья · a7 чёрная пешка · b7 чёрная пешка · e7 чёрный слон · f7 чёрная пешка · g7 чёрная пешка · h7 чёрная пешка · c6 чёрный конь · e6 чёрный слон · b5 белый конь · b4 белая пешка · d4 белый конь · a3 белая пешка · c3 белая ладья · e3 чёрный ферзь · e2 белый слон · g2 белая пешка · h2 белая пешка · d1 белый ферзь · e1 белый король · h1 белая ладья | c8 чёрный король · d8 чёрная ладья · h8 чёрная ладья · a7 чёрная пешка · b7 чёрная пешка · e7 чёрный слон · f7 чёрная пешка · g7 чёрная пешка · h7 чёрная пешка · c6 чёрный конь · e6 чёрный слон · b5 белый конь · b4 белая пешка · d4 белый конь · a3 белая пешка · c3 белая ладья · e3 чёрный ферзь · e2 белый слон · g2 белая пешка · h2 белая пешка · d1 белый ферзь · e1 белый король · h1 белая ладья | c8 чёрный король · d8 чёрная ладья · h8 чёрная ладья · a7 чёрная пешка · b7 чёрная пешка · e7 чёрный слон · f7 чёрная пешка · g7 чёрная пешка · h7 чёрная пешка · c6 чёрный конь · e6 чёрный слон · b5 белый конь · b4 белая пешка · d4 белый конь · a3 белая пешка · c3 белая ладья · e3 чёрный ферзь · e2 белый слон · g2 белая пешка · h2 белая пешка · d1 белый ферзь · e1 белый король · h1 белая ладья | c8 чёрный король · d8 чёрная ладья · h8 чёрная ладья · a7 чёрная пешка · b7 чёрная пешка · e7 чёрный слон · f7 чёрная пешка · g7 чёрная пешка · h7 чёрная пешка · c6 чёрный конь · e6 чёрный слон · b5 белый конь · b4 белая пешка · d4 белый конь · a3 белая пешка · c3 белая ладья · e3 чёрный ферзь · e2 белый слон · g2 белая пешка · h2 белая пешка · d1 белый ферзь · e1 белый король · h1 белая ладья | 1 |
|   | a | b | c | d | e | f | g | h |   |

1. d4 d5 2. c4 e6 3. Кc3 c5 4. cd ed 5. Кf3 Сe6 6. e4 de 7. К:e4 Кc6 8. Сe3 cd 9. К:d4 Фa5+ 10. Кc3 O-O-O 11. a3 Кh6 12. b4 Фe5 13. Кcb5 Кf5 14. Лc1 К:e3 15. fe Ф:e3+ 16. Сe2 Сe7 17. Лc3 (см. диаграмму)
17 …Сh4+? (17 …Л:d4!) 18. g3 Фe4 19. O-O Сf6 20. Л:f6 gf 21. Сf3 Фe5 22. К:a7+ Крc7 23. Кa: c6 bc 24. Л:c6+ Крb8 25. Лb6+ Крc8 26. Фc1+ Крd7 27. К:e6 fe 28. Лb7+ Крe8 29. Сc6+, 1 : 0